# Renault Typ A
Renault Typ A to pierwszy pojazd  wyprodukowany w nowo założonej firmie braci Renault z roku 1899. Miał on umieszczony z przodu jednocylindrowy silnik o mocy 1,75 KM. Początkowo był to silnik chłodzony powietrzem, następnie zastąpiono go silnikiem dwucylindrowym o mocy 3,5 KM chłodzonym wodą. Chłodnicę umieszczono z przodu pojazdu wprost pod silnikiem. Była to wężownica z licznymi żeberkami, odprowadzającymi ciepło na zewnątrz. Napęd przenoszony był na tylne koła poprzez sprzęgło, skrzynię biegów, wał z przegubami Cardana i przekładnią główną z dyferencjałem. Kolumna kierownicy stała pionowo i zaopatrzona była w korbę z dwoma uchwytami zamiast koła. Przednie koła były mniejsze od tylnych tak, jak w powozie konnym. Również mały rozstaw osi, w stosunku do rozstawu kół, przypominał powóz z zaprzęgiem konnym. W tym czasie bracia Renault opracowali i wprowadzili na rynek pierwszy samochód o nadwoziu zamkniętym, który opinia publiczna nazwała „lektyką na kółkach”, ponieważ był krótki i bardzo wysoki. Był to prawdopodobnie pierwszy tego typu samochód na świecie.
Renault Typ A został zaprezentowany 12 czerwca 1899 na paryskiej wystawie samochodowej.